# Kummel
Denna artikel handlar om en fisk. En kummel kan även vara en växt, se Kummin. Ett kummel kan vara en grav, se Gravröse, eller ett sjömärke, se Kummel (sjömärke). 

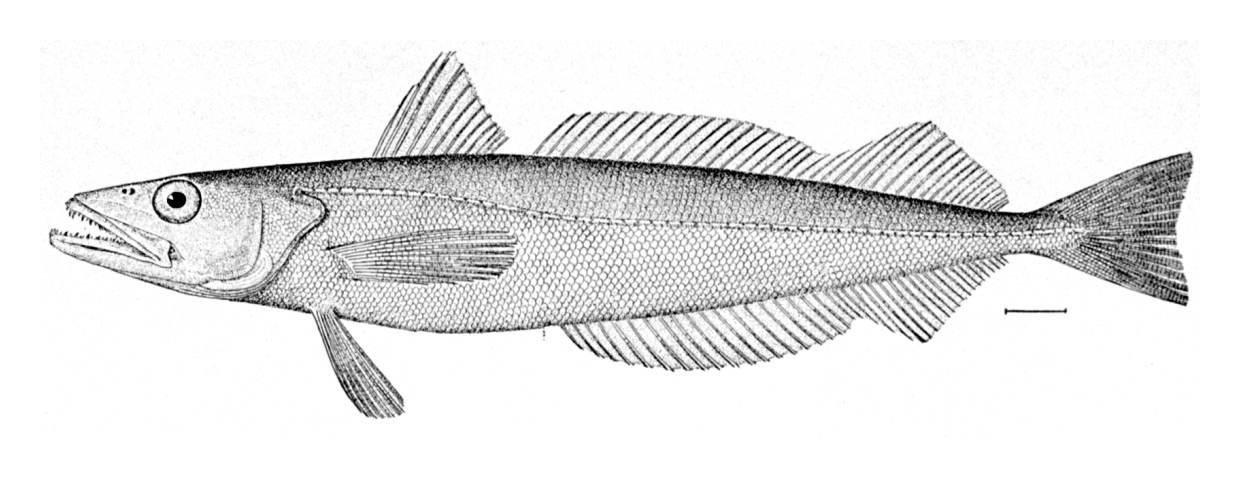
Kummel (Merluccius merluccius)

Kummel (Merluccius merluccius) eller lysing, efter dess norska namn, är en havslevande rovfisk av familjen kummelfiskar.

## Utseende
Kummeln är en långsmal fisk med två ryggfenor och en analfena. Den bakre ryggfenan och analfenan är båda mycket långa. Fisken har underbett. Munnen och gälhålan är svarta. Den har en långsträckt, spolformad kropp, en kort främre ryggfena och en mycket lång bakre ryggfena, vilken är något högre baktill liksom den nästan lika långa analfenan; stjärtfenan är tvär. 
Den kan bli upp till 140 centimeter lång och väga upp till 15 kilogram. (Den svenska rekordkummeln vägde 11,82 kilogram.)

## Utbredning
Den lever i Nordsjön, Skagerrak, Kattegatt (Kummelbank), sydligaste Östersjön, längs östra Atlantkusten, i Medelhavet, Svarta havet och utanför Afrikas nordkust.

## Vanor
Kummeln jagar främst sillfiskar men även kolmule, makrill och bläckfisk på djupt vatten under dagen, och kommer upp till ytan nattetid.
Den kan bli upp till 20 år gammal.

## Fortplantning
Leken äger rum under tidig vår till sommar på djupt vatten. Honan lägger upp till 6 miljoner pelagiska ägg, som kläcks efter ett par dygn. Ynglen är också pelagiska; de och ungfiskarna vistas nära kusten under det första levnadsåret, där de livnär sig på mindre kräftdjur. Fortplantning sker även i svenska vatten. Hanen blir könsmogen vid 4 år, honan vid 10.

## Kommersiell användning
Kummeln är en populär matfisk som främst fångas med trål som bifångst. Fiske med långrev förekommer också, främst i södra delen av utbredningsområdet. I Europa tas mest kummel i Spanien, 40 000 ton per år (2004). Motsvarande siffra för länderna runt Nordsjön är 10 000 ton.

## Hot
Beståndet hotas regionalt av överfiske. Hela populationen anses vara stor. IUCN listar arten som livskraftig (LC).